# دون جوناس
دون جوناس (بالإنجليزية: Don Jonas)‏ هو لاعب كرة قدم أمريكية ولاعب كرة القدم الكندية أمريكي، ولد في 12 مارس 1938 في سكرانتون في الولايات المتحدة.

## وصلات خارجية
- دون جوناس على موقع كلية كرة السلة في سبورتس رفرنس.كوم (الإنجليزية)
- دون جوناس على موقع مرجع كرة القدم المحترفة.كوم (الإنجليزية)